# Bronisław Bachliński
Bronisław Bachliński pseudonim „Wyrwa”, przybrane nazwiska: Wacław Bronisław Zaboklicki, Bronisław Zawadzki (ur. 2 lutego 1916 w Warszawie, zm. 23 czerwca 2002 w Wałbrzychu) – kapitan, pełnił kolejno obowiązki Zastępcy Komendanta Okręgu Warszawskiego KOP, Dowódcy Oddziałów Specjalnych oraz Szefa Wydziału Bezpieczeństwa Sztabu Komendy Głównej KOP, a następnie jako Dowódca Milicji Ludowej PAL.

## Służba wojskowa
- (październik 1937 – czerwiec 1939) Zasadnicza służba wojskowa w 1 Pułku Lotniczym Okęcie (Strzelec pokładowy, kapral)
- (sierpień 1939 – 17 września 1939 roku) Baza Lotnicza Brześć (strzelec pokładowy/ instruktor, plutonowy)
- (2 października 1939 – 1 stycznia 1945) Członek organizacji Komenda Obrońców Polski oraz Polskiej Armii Ludowej. (Członek sztabu Komendy Głównej KOP-PAL, szef wydziału Bezpieczeństwa, Dowódca Oddziałów Specjalnych i komendant Milicji ludowej PAL, mianowany rozkazem KG.PAL nr 31/Org/43 z dnia 12.05.1943 do stopnia kapitana)

## Działalność konspiracyjna
W październiku 1939 przystąpił do organizacji Obrońców Polski skrót KOP gdzie organizował i brał bezpośredni udział w różnych akcjach dywersyjno-bojowych, 22 grudnia 1940 aresztowany przez Gestapo pod nazwiskiem Bronisława Zawadzkiego osadzony w więzieniu na Pawiaku skąd zbiegł wraz z Józefem Sulińskim ps. „Zawisza” dnia 18 listopada 1941. Aktywny działacz podziemia niepodległościowego, zaangażowany w prowadzenie drukarni czasopisma Polska Żyje od 1943 należał do grupy bezpośrednich podwładnych Henryka Boruckiego. Po przekształceniu Komendy Obrońców Polski na Polską Armię Ludową awansowany przez Henryka Boruckiego do stopnia kapitana w tym samym momencie objął komendanturę Milicji Ludowej PAL. Podczas próby powtórnego aresztowania 1 grudnia 1943 w pobliżu lokalu dowództwa Wydziału Bezpieczeństwa i Milicji PAL w walce ulicznej z Gestapo w Warszawie na ulicy Ogrodowej 26 postrzelony z pistoletu kaliber 7,65 w twarz na skutek czego traci prawą gałkę oczną. W wyniku złego stanu zdrowia udzielono urlopu, który spędził ukrywając się we wsi Stróże koło Kraśnika. Zmarł w Wałbrzychu 23 czerwca 2002 i pochowany został na Cmentarzu Komunalnym w Szczawnie- Zdroju.

## Ucieczka z Pawiaka
Po aresztowaniu, którego dokonano 22 grudnia 1940 przewieziono go na Pawiak, gdzie Bronisław Bachliński pod fałszywym nazwiskiem Bronisława Zawadzkiego był przesłuchiwany, w styczniu trafił do celi wraz z Józefem Sulińskim, gdzie opracowali plan ucieczki z więzienia. Pierwszy etap tej operacji polegał na tym, by dostać się do szpitala. Trafili oni do szpitala po zarażeniu ich na Pawiaku tyfusem plamistym. Ucieczkę ze szpitala miały ułatwić konspiracyjne komórki więzienne, które zwłaszcza w Warszawie przejawiały dużą aktywność i którym wielu zawdzięczało życie. 18 listopada 1941 ze szpitala zakaźnego Św. Stanisława przy ul. Wolskiej wywieziono ich karawanem, w którym znajdowała się trumna, dwóch więźniów Pawiaka: komendanta głównego organizacji Polska Niepodległa, inż. Józefa Sulińskiego, i zastępcę komendanta okręgu warszawskiego KOP, Bronisława Bachlińskiego. Uzbrojona grupa, która po nich przybyła, tak sprytnie przy pomocy salowych wyprowadziła ich z budynku szpitalnego i umieściła w karawanie, że dwaj strzegący więźniów policjanci w ogóle tego nie zauważyli.

## Odznaczenia
- Krzyż Partyzancki
- Odznaka Grunwaldzka
- Krzyż Walecznych
- Krzyż Kawalerski Orderu Odrodzenia Polski
- Medal Zwycięstwa i Wolności 1945
- Medal „Za zasługi dla obronności kraju”
- Medal 30-lecia Polski Ludowej
- Medal „Za udział w wojnie obronnej 1939”